# Heinrich Douvermann
Heinrich Douvermann, noto anche come Heinrich Douwermann oppure Henrik Douvermann (Dinslaken, 1480 – Kalkar, 1543), è stato uno scultore tedesco.

## Biografia

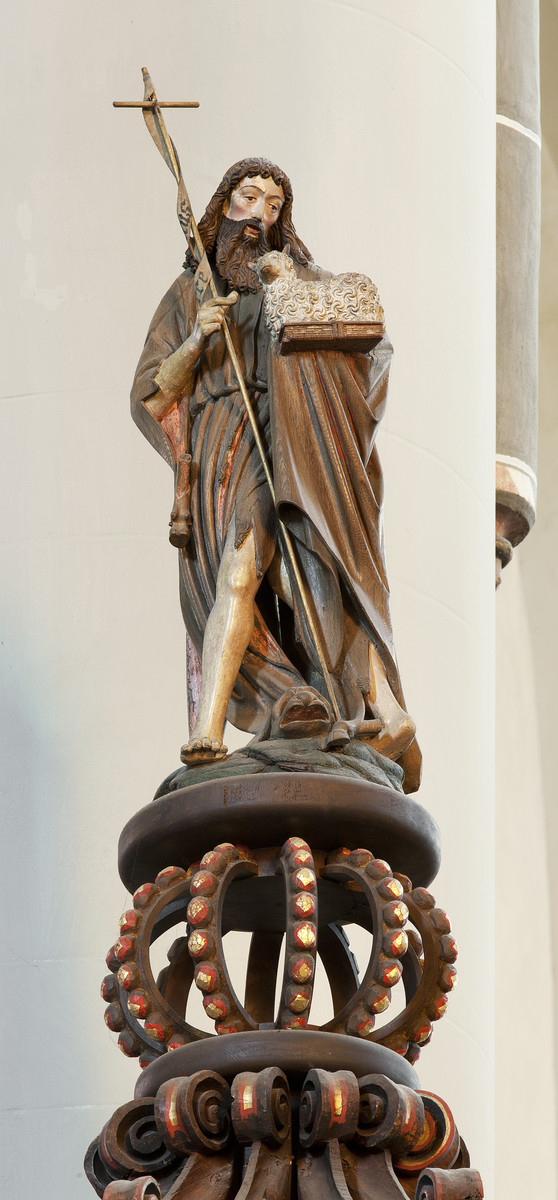
Giovanni Battista, chiesa di San Nicola (Kalkar)

Si hanno sua notizie sicure solo dal 1510 al 1540.
Gli storici formulano l'ipotesi di una possibile origine dei Paesi Bassi.
In qualunque caso, dal 1510 lo troviamo presente a Cleve e la documentazione afferma che nel giro di tre anni riuscì a terminare, assieme a Jacob Derichs, l'altare della Vergine nella chiesa conventuale della stessa località.
Si trasferì successivamente a Kalkar, dove risultò cittadino residente dal 1517 e dove realizzò l'altare detto dei sette dolori alla parrocchiale. Oltre ai lavori svolti a Kalkar, lo scultore fu invitato anche in altre località, tra le quali Xanten, dove terminò l'altare della Vergine nel duomo nel 1535, oltre ad una serie di busti per l'altar maggiore.
Nei suoi lavori riflesse una cultura e una tendenza artistica olandese, ma talvolta prese spunto da riferimenti diversi, come nel caso dei Magi tratti dalla Vita di Maria del Dürer.
Vengono attribuiti al Douvermann anche una Maddalena alla parrocchiale e una Santa presso la chiesa di Hanselaer.
L'opera emblematica di Douvermann risultò, però, l'altare di Kalkar, dove la composizione è meditata ma anche impreziosita da turgori plastici, da complicazioni formali decorative ed espressionistiche, segno di un accostamento al manierismo tipico dei tedeschi del basso Reno.

## Opere principali
- Sant'Andrea e san Giovanni Evangelista, circa 1500-1505, Kleve, chiesa di Santa Maria
- Vergine con Bambino e san Giovanni Evangelista, circa 1510, Kleve, chiesa collegiata
- Pala d'altare mariana, intorno al 1513, chiesa collegiata Kleve
- Pala d'altare ai sette dolori di Maria, 1518-22, Kalkar, chiesa di San Nicola
- Crocifisso, circa 1520, Griethausen, chiesa di San Martino
- Crocifisso, circa 1520, Aquisgrana, Suermondt-Ludwig-Museum
- Santa Margerita, circa 1520,  Museen di Berlino
- Maria Magdalena, dopo il 1521, probabilmente intorno al 1530, Kalkar, chiesa di San Nicola
- San Cristoforo, circa 1520-30, a Utrecht, Museum Catharijneconvent
- Marie candeliere, 1529, Kalkar, chiesa di San Nicola
- Crocifisso, circa 1530, Kempen, chiesa Santa Maria
- San Giovanni, dopo il 1530, Kalkar, chiesa di San Nicola
- Parti dell'altare mariano della collegiale di Xanten, circa 1535
- Annunciazione, circa 1540, ex Roselius-Haus di Brema
- Madonna in trono, circa 1540, Musée national du Moyen Âge, Parigi

## Galleria d'immagini

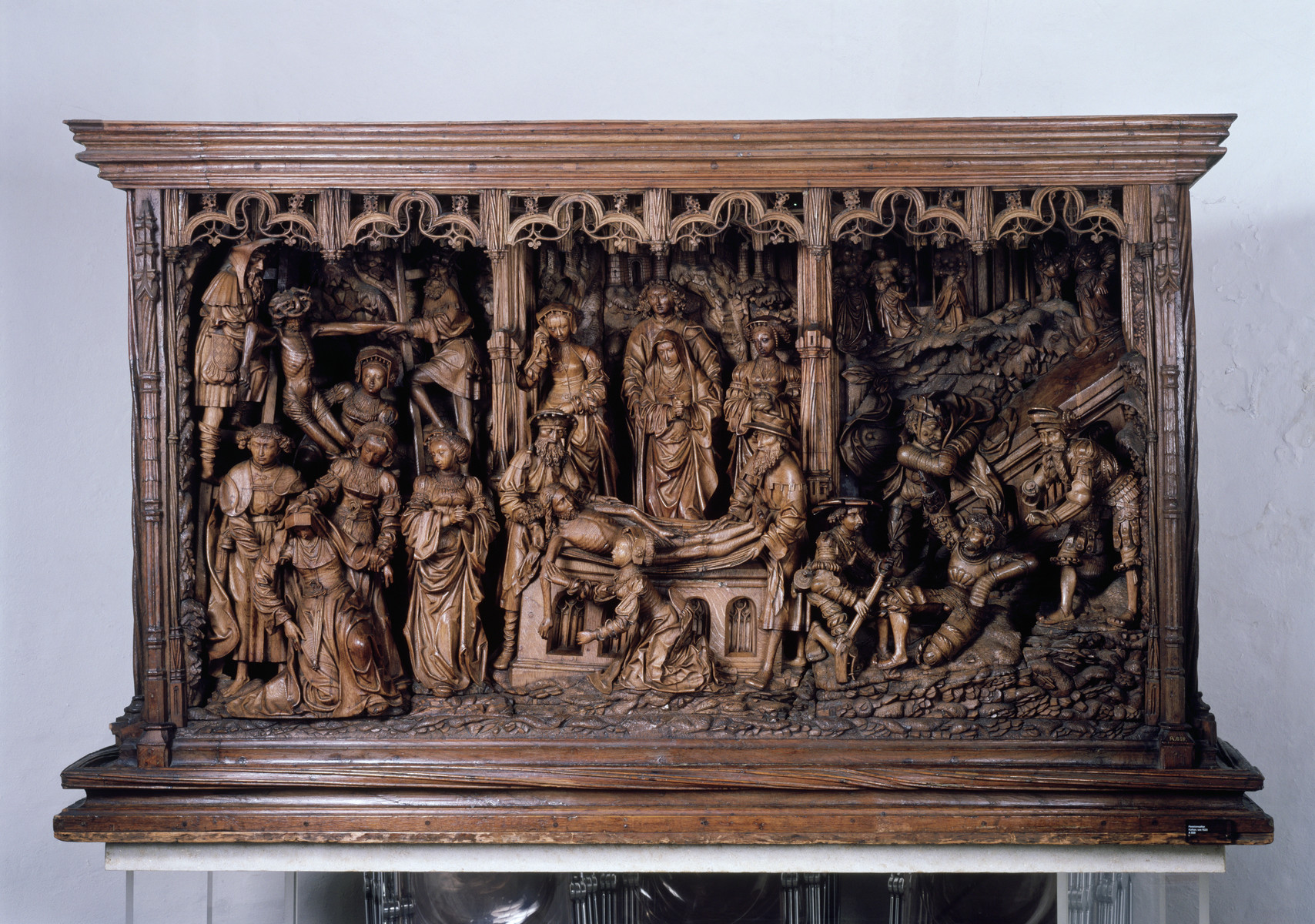
Predella Xanten
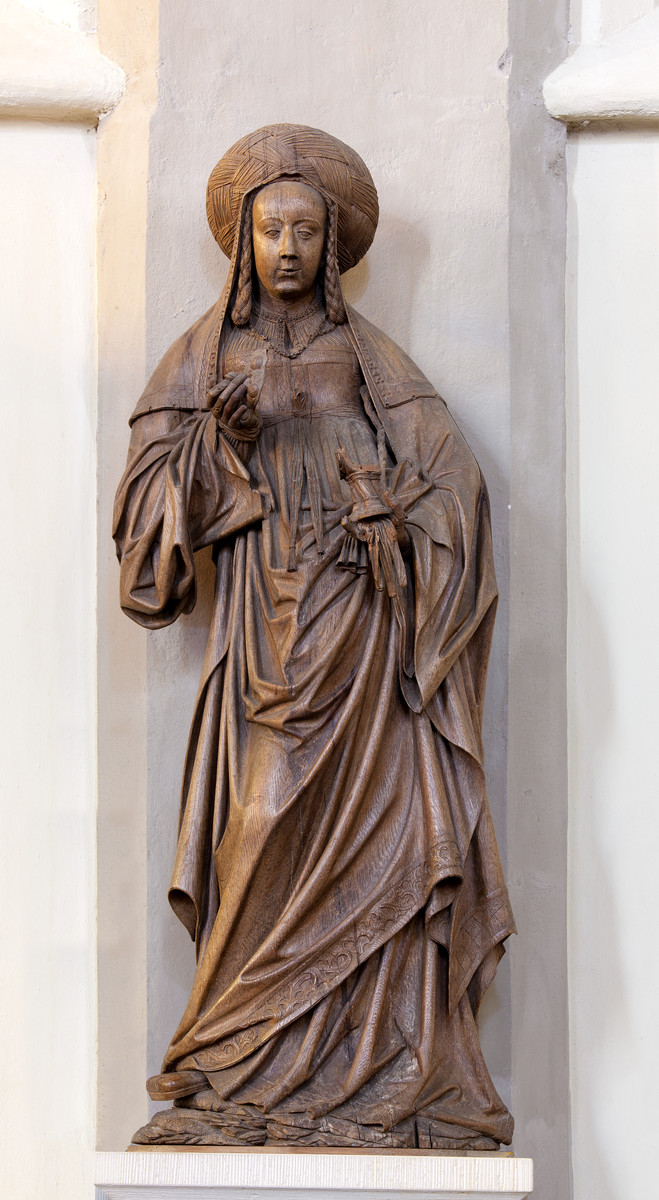
Maria Maddalena
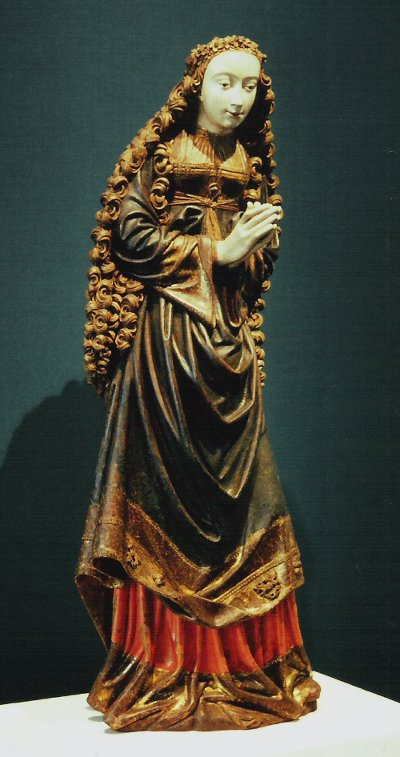
Maria Immacolata
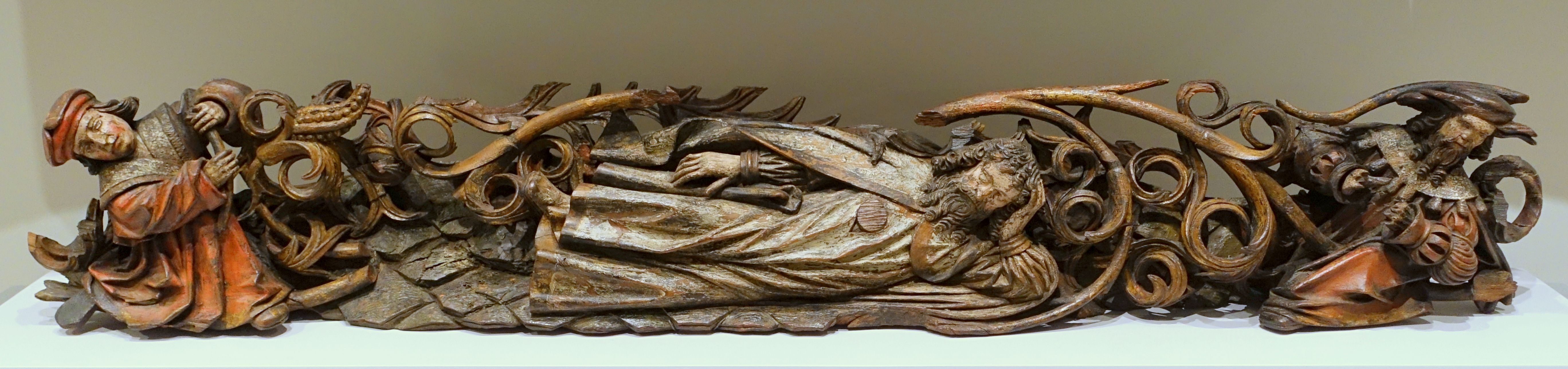
Re David e Re Salomone
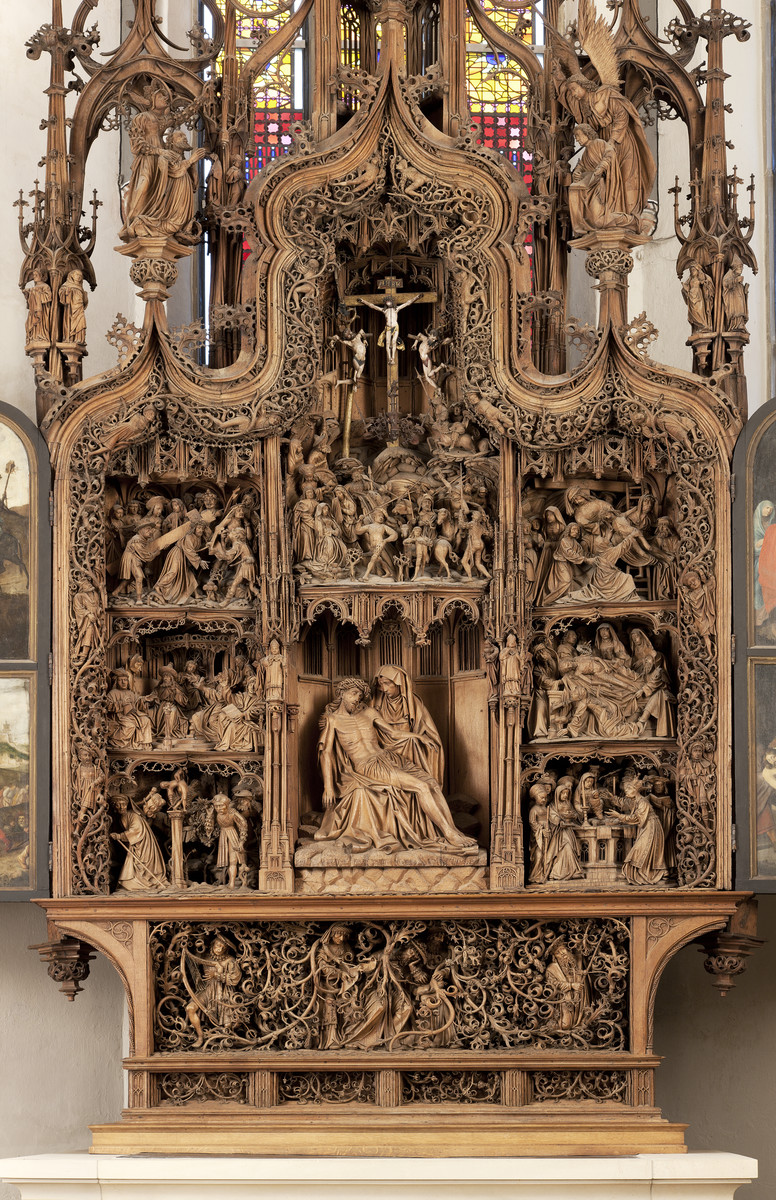
Altare dei Sette Dolori